# Schlachtgeschwader 3
3-тя штурмова ескадра (нім. Schlachtgeschwader 3 (SG 3) — ескадра штурмової авіації Люфтваффе за часів Другої світової війни. Основним завданням ескадри була безпосередня авіаційна підтримка військ на полі бою, боротьба з танками. Ескадра створена шляхом перейменування Sturzkampfgeschwader 3 і діяла переважно на Балканах та північному фланзі Східного фронту, забезпечуючи оборонні бої німецької армії.

## Історія
18 жовтня 1943 року в контексті реорганізації Люфтваффе 3-тя ескадра пікіруючих бомбардувальників була перейменована на 3-тю ескадру безпосередньої підтримки військ (або 3-тю штурмову ескадру), скорочено SG 3. У той час штаб ескадри знаходився в Елефсіні в окупованій Греції, й був озброєний Junkers Ju 87 D. У грудні 1943 року штаб переїхав до Пскова для відновлення боєздатності та переозброєння.
На момент перейменування I. група SG 3 базувалася в Мегарі в Греції і також була оснащена Junkers Ju 87 D. З 12 по 16 листопада 1943 року брала участь в операціях підтримки битви за Лерос, 17 листопада 1943 року бомбардувала Самос. 25 листопада група почала передислокацію з Греції в Маркерсдорф. Там групу переоснастили на Junkers Ju 87 D5. Потім група переїхала до Вертгайма-на-Майні, де відбулося відновлення боєздатності. У березні 1944 року I./SG 3 виконувала місії в районах Нарва, Крівасоо, Омуті, Псков, Остров, Чертова Гора та Пустошка. 8 квітня 1944 року I./SG 3 здійснила свій 2000-й бойовий літако-виліт з моменту передислокації на Східний фронт. У травні 1944 року 1-ша ескадрилья SG 3 під командуванням оберлейтенанта Тьопфера здійснила свій 1000-й виліт після перебазування в Дерпт.
II. група ескадри на момент переформування в жовтні 1943 року також перебувала в Греції, базуючись у Маріці на острові Родос. До кінця листопада 1943 року пілоти авіаційного підрозділи виконували бойові завдання в Середземному морі під час битв за Кефалонію, Корфу, Егейське море, Кос, Лерос і Самос. У грудні 1943 року переїхала до Пскова для відновлення та переоснащення. З липня 1944 року бойовий шлях ескадрильї пролягав від Риги до Лібави, пізніше до Єзау-Шпроттау, а з січня 1945 року — до Вернойхена і, нарешті, до Фінова.
З березня 1944 року штаб SG 3 з I./SG 3 дислокувався в Дерпті. II./SG 3 знаходилася в Печорах. У червні зі складу SG 3 була сформована бойова група «Кульмей» для розгортання у Фінляндії. У червні-липні частка пілотів групи дислокувалася у Фінляндії. У жовтні 1944 року штаб II. групи знаходився в Лібаві, а III. групи у Фрауенбурзі. Потім послідували місії в Східній Пруссії у складі 4-ї авіаційної дивізії. У 1945 році з'єднання діяло у складі 6-го повітряного флоту на Східному фронті. 5 лютого штаб і I. група перебували в Єзау, II. група — в Шпроттау і III. група — в Курляндії при 1-му повітряному флоті.
З 22 червня 1944 року III. авіаційна група діяла проти радянських військ при відсічі їх наступу в операції «Багратіон». У липні 1944 року його переобладнали на Fw 190F.
У квітні 1945 року штаб і II. група були у 6-му повітряному флоті, I. група — при командуванні «Східна Пруссія» і III. група 1-му в повітряному флоті. Найвідомішим командиром StG 3, а пізніше SG 3, був Курт Кульмей, який дослужився від посади командира ескадрильї, командира групи до командира ескадри, постійно літаючи на Ju 87, і який навчався як пілот реактивного літака в США з 1955 року і з 1956 року служив винищувачем-бомбардувальником в авіації ФРН.

## Командування

### Командири SG 3
- оберст Курт Кульмей (18 жовтня 1943 — 15 грудня 1944)
- майор Бернард Гаместер (15 грудня 1944 — 8 травня 1945)

### Командири I./SG 3
- гауптман Гельмут Науманн (18 жовтня 1943 — ? 1944);
- гауптман Гайнц Тепфер (? 1944 — 19 лютого 1945);
- гауптман Гейнріх Смікалла (19 лютого — 8 травня 1945).

### Командири II./SG 3
- майор Теодор Нордманн (18 жовтня 1943 — 18 січня 1945);
- гауптман Адольф Гаймліх (18 січня — 8 травня 1945).

### Командири III./SG 3
- гауптман Гайнц Гоге (18 жовтня — 31 грудня 1943);
- гауптман Гайнц Гаместер (31 грудня 1943 — 15 червня 1944);
- гауптман Гайнц Гоге (15 червня — 15 жовтня 1944);
- гауптман Зігфрид Гебель (15 жовтня 1944 — 25 січня 1945)
- гауптман Фріц Айр (25 січня — 15 лютого 1945)
- гауптман Горст Шнухель (15 лютого — 6 березня 1945)
- гауптман Ерік Бюнге (6 — 25 березня 1945)
- гауптман Ганс Нойгус (25 березня — 8 травня 1945)

### Командири 10.(Pz)/SG 3
- гауптман Андреас Куффнер (7 березня 1944 — 7 січня 1945)

## Основні райони базування 3-ї штурмової ескадри

### Основні райони базуванняштабуSG 3
| жовтень — грудень 1943        | Елефсін   | Ju 87D          |
| грудень 1943 — 25 лютого 1944 | Псков     | Ju 87D          |
| 25 лютого — 17 червня 1944    | Дорпат    | Ju 87D          |
| 17 червня — 20 липня 1944     | Іммола    | Ju 87D          |
| 20 липня — серпень 1944       | Дорпат    | Ju 87D, Fw 190A |
| серпень — 24 вересня 1944     | Пилтсамаа | Fw 190A         |
| 24 вересня — жовтень 1944     | Лібава    | Fw 190A/F       |
| жовтень 1944 — січень 1945    | Гердауен  | Fw 190F         |
| січень — 9 лютого 1944        | Вернойхен | Fw 190F         |
| 9 лютого — травень 1945       | Фінов     | Fw 190F         |

### Основні райони базування I./SG 3
| жовтень — листопад 1943     | Мегара        | Ju 87D          |
| листопад 1943 — січень 1944 | Маркерсдорф   | Ju 87D          |
| січень — 17 червня 1944     | Дорпат        | Ju 87D          |
| 17 червня — 10 липня 1944   | Іммола        | Ju 87D          |
| 11 — 20 липня 1944          | Утті          | Ju 87D          |
| 20 липня — серпень 1944     | Дорпат        | Ju 87D          |
| серпень — листопад 1944     | Пардубіц      | Fw 190, Fw 190F |
| листопад 1944 — січень 1945 | Гердауен      | Fw 190F         |
| січень — 18 лютого 1944     | Гайлігенбайль | Fw 190F         |
| 18 лютого — травень 1945    | Брюстерорт    | Fw 190F         |

### Основні райони базування II./SG 3
| жовтень — грудень 1943        | Маріца         | Ju 87D          |
| грудень 1943 — 1 березня 1944 | Псков          | Ju 87D          |
| 1 березня — 29 квітня 1944    | Печорі         | Ju 87D          |
| 29 квітня — 9 травня 1944     | Біла Підляська | Ju 87D          |
| 9 травня — 15 червня 1944     | Ідриця         | Ju 87D          |
| 15 червня — 8 липня 1944      | Єкабпілс       | Ju 87D, Fw 190F |
| 8 — 27 липня 1944             | Шяуляй         | Fw 190F         |
| 27 — 30 липня 1944            | Єлгава         | Fw 190F         |
| 30 липня — 10 жовтня 1944     | Рига-Спілве    | Fw 190F         |
| 10 жовтня — 1 листопада 1944  | Лібава         | Fw 190F         |
| 1 листопада — грудень 1944    | Єзау           | Fw 190F         |
| грудень 1944 — січень 1945    | Шпроттау       | Fw 190F         |
| січень — 9 лютого 1944        | Вернойхен      | Fw 190F         |
| 9 лютого — травень 1945       | Фінов          | Fw 190F         |

### Основні райони базування III./SG 3
| жовтень — листопад 1943        | Багерове             | Ju 87D          |
| листопад 1943 — 12 квітня 1944 | Каранкут (Вільне)    | Ju 87D          |
| 12 квітня — 1 травня 1944      | Севастополь-Херсонес | Ju 87D, Fw 190F |
| 1 — 15 травня 1944             | Фокшани              | Fw 190F         |
| 15 травня — 30 червня 1944     | Пардубіц             | Fw 190F         |
| 30 червня — 8 липня 1944       | Ідриця               | Fw 190F         |
| 8 — 12 липня 1944              | Тильзит              | Fw 190F         |
| 12 — 25 липня 1944             | Віляни               | Fw 190F         |
| 25 липня — серпень 1944        | Венден               | Fw 190F         |
| серпень — вересень 1944        | Пилтсамаа            | Fw 190F         |
| вересень — 1 жовтня 1944       | Кангарі              | Fw 190F         |
| 1 жовтня — жовтень 1944        | Скіотава             | Fw 190F         |
| жовтень — грудень 1944         | Фрауенберг           | Fw 190F         |
| грудень 1944 — травень 1945    | Сабіле               | Fw 190F         |

### Основні райони базування 10.(Pz)/SG 3
| лютий — 28 березня 1944     | Єкабпілс             | Ju 87D/G |
| 28 березня — 1 квітня 1944  | Коросно              | Ju 87D/G |
| 1 — 5 квітня 1944           | Тирасполь            | Ju 87D/G |
| 5 — 9 квітня 1944           | Хуші                 | Ju 87D/G |
| 9 — 13 квітня 1944          | Каранкут (Вільне)    | Ju 87D/G |
| 13 — 22 квітня 1944         | Севастополь-Херсонес | Ju 87D/G |
| 22 квітня — 21 червня 1944  | Роман???             | Ju 87D/G |
| 21 червня — 1 липня 1944    | Толочин              | Ju 87D/G |
| 1 — 4 липня 1944            | Хожув                | Ju 87D/G |
| 4 — 7 липня 1944            | Вільнюс              | Ju 87D/G |
| 7 — 11 липня 1944           | Ліда                 | Ju 87D/G |
| 11 липня — серпень 1944     | Ковель               | Ju 87D/G |
| серпень — 21 вересня 1944   | Волмар               |          |
| 21 вересня — 3 жовтня 1944  | Рига-Спілве          |          |
| 3 жовтня — жовтень 1944     | Гюттенфельде         |          |
| жовтень — грудень 1944      | Шіппенбайль          |          |
| грудень 1944 — 7 січня 1945 | Еггерсдорф           |          |